# Otto Rehhagel
Otto Rehhagel (* 9. srpna 1938 Essen) je bývalý německý fotbalista a trenér.
Pochází z hornické rodiny a je odchovancem klubu TuS Helene Essen, v roce 1960 odehrál dva zápasy za západoněmeckou amatérskou reprezentaci v neúspěšné kvalifikaci na olympijské hry 1960. Poté hrál profesionálně za Rot-Weiss Essen, Hertha BSC a 1. FC Kaiserslautern. Proslul jako důrazný obránce a je spolu s Juppem Heynckesem jediným, kdo absolvoval jako hráč nebo trenér přes tisíc bundesligových utkání.
Po ukončení hráčské kariéry se stal trenérem. V roce 1980 dovedl Fortunu Düsseldorf k vítězství v DFB-Pokalu, v letech 1981–1995 vedl Werder Brémy, s nímž získal dva mistrovské tituly (1988 a 1993), pohárová vítězství v letech 1991 a 1994 a Pohár vítězů pohárů 1991/92. Pak trénoval FC Bayern Mnichov, odkud byl propuštěn v dubnu 1996, těsně předtím, než tým vyhrál Pohár UEFA 1995/96. Poté převzal druholigový 1. FC Kaiserslautern, který dovedl zpět do bundesligy a hned v první sezóně po postupu s ním získal mistrovský titul. V letech 2001–2010 byl trenérem řecké fotbalové reprezentace, s níž překvapivě vyhrál mistrovství Evropy ve fotbale 2004, pomohl jí také k účasti na mistrovství Evropy ve fotbale 2008 a mistrovství světa ve fotbale 2010, kde Řekové v obou případech vypadli v základní skupině. Na MS 2010 se ve věku 71 let stal nejstarším trenérem v historii světových šampionátů. Trenérskou kariéru ukončil v roce 2012 na lavičce berlínské Herthy, kterou se mu nepodařilo zachránit před sestupem z Bundesligy.
V letech 1997 a 1998 ho časopis Kicker zvolil mužem roku v německém fotbale. Po zisku evropského titulu v roce 2004 se stal prvním cizincem, který byl vyhlášen řeckou osobností roku, získal také Cenu Alfa Ramseyho, Laureus World Sports Awards a Záslužný řád Spolkové republiky Německo. Pro své úspěchy v Řecku také dostal přezdívky „Rehakles“ (žertovné spojení jeho příjmení s Héraklem) nebo „král Otto“ (narážka na prvního krále novodobého Řecka Otu I., který také pocházel z Německa). V roce 2012 mu Německý fotbalový svaz udělil cenu za celoživotní dílo. Jeho trenérská kariéra však byla také poznamenána častými konflikty s novináři, kteří mu vyčítali, že své týmy vede k neatraktivní hře ze zajištěné obrany.